# Sádočné
Sádočné (in ungherese Szádecsne) è un comune della Slovacchia facente parte del distretto di Považská Bystrica, nella regione di Trenčín.